# Ases (revista)
Ases fue una revista deportiva, editada en Chile desde el 5 de junio y el 18 de septiembre de 1974 por la empresa Producción Publi-Pop Ltda. e impresa en los talleres de la Impresora Gabriela Mistral. Su contenido abarcó el deporte nacional e internacional. La redacción de la revista estaba ubicada en Santiago.

## Historia
Esta revista deportiva chilena de circulación semanal, todos los miércoles, cuyo período de publicación se extendió por 3 meses, entre el 5 de junio y el 18 de septiembre de 1974, alcanzando 16 publicaciones numeradas.  
Circuló compitiendo con el semanario deportivo Estadio, bajo el eslogan Revista deportiva chilena al servicio del deporte de Chile, su propósito fue proporcionar una vitrina al deporte chileno y su aparición concordó con el desarrollo del Campeonato Mundial de Fútbol en Alemania, torneo en el cual Chile participó.
En cuanto a su tamaño las primeras nueve revistas se publicaron en su formato original de 21 cm. por 28,5 cm., con 52 páginas. Desde el N° 10, su formato se modificó a 26 cm. por 36 cm. con 32 páginas, estilo idéntico en tamaño y dimensión a la desaparecida revista deportiva Gol y Gol. 
En sus publicaciones, al final de su Editorial, indicaba Se autoriza la reproducción parcial o total del material, tanto fotográfico como escrito, siempre que se mencione su procedencia. 
Su sorpresiva desaparición, por su corta vigencia, dejó muchas interrogantes sobre los costos de la circulación y/o difusión de una revista deportiva.

## Equipo
Esta revista fue dirigida por Hugo Gasc Opazo, y entre su equipo de redactores contaba con: Sergio Brotfeld, Luis Alberto Gasc, Nicanor Molinare de la Plaza, Sergio Ramírez Banda, Pedro Carcuro, "Tito Norte" (Humberto Ahumada Acevedo) y Pedro Pavlovic.